# James Weidman
James Edward Weidman Jr. (* 23. Juli 1953 in Youngstown, Ohio) ist ein US-amerikanischer Jazzpianist und -organist, der vor allem im Bereich des M-Base hervorgetreten ist.

## Leben und Wirken
Weidman erhielt von seinem Vater, einem Jazzsaxophonisten, erste Unterweisungen im Jazzspiel, als er sieben Jahre alt war. Mit zwölf Jahren spielte er Orgel in der Kirche, mit vierzehn Jahren in der Band seines Vaters. Nach einer klassischen Ausbildung studierte er von 1975 bis 1977 bei Tony Leonardi an der Youngstown State University und besuchte 1976 zudem das Jazz Camp von Jamey Aebersold.
Nach dem Studium zog er nach New York City, wo er bald mit Cecil Payne, Harold Ousley, Bobby Watson und Pepper Adams auftrat. Zwischen 1982 und 1990 begleitete er regelmäßig Abbey Lincoln, mit der er auch auf den großen Festivals in Europa auftrat, außerdem Jann Parker bei New Yorker Clubauftritten. Für zwei Jahre gehörte er zur Band von Cassandra Wilson. Zudem zählte er zum Kreis um Steve Coleman, in dessen Band Five Elements er 1987 Geri Allen ersetzte und der er bis 1992 angehörte. Daneben trat er montags im Sweet Basil im Spirit of Life Ensemble auf und leitete das Quartett Taja gemeinsam mit Saxophonist Talib Kibwe.
Auch spielte er mit Max Roach, Woody Herman, Archie Shepp, James Moody, Greg Osby, Slide Hampton, Kevin Mahogany, Gloria Lynne und Dakota Staton. Er hat mehrere Alben unter eigenem Namen vorgelegt und ist auch Mitglied der Band Joe Lovano Us Five. 2018 gehörte er Marty Ehrlichs Quartett Philosophy of a Groove (mit Jerome Harris und Ben Perowsky) an.

## Diskographische Hinweise
- People Music (1996, mit Belden Bullock, Marvin Smitty Smith)
- All About Time (1999)
- Three Worlds (2009, mit Marty Ehrlich, Ray Anderson, Jay Hoggard, Brad Jones, Francisco Mela)
- Sonic Realities (2023), mit Harvie Swartz, Alvester Garnett